# Hrejkovice
Hrejkovice, Duits: Hrejkowitz, is een gemeente in Tsjechië tussen Praag, Pilsen en České Budějovice. Hrejkovice telde 5151 inwoners in 2024.

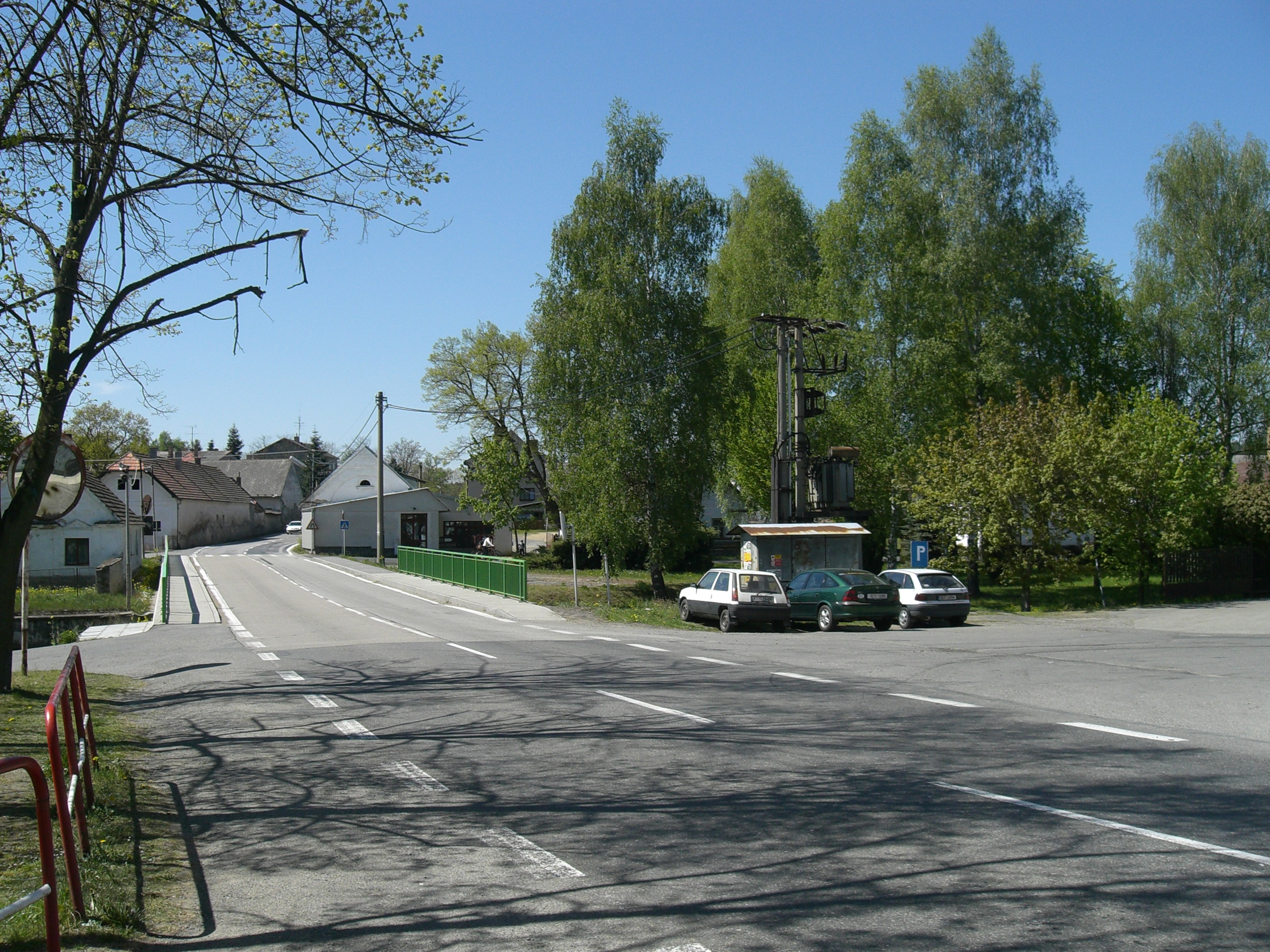

Albrechtice nad Vltavou ·
Bernartice ·
Borovany ·
Boudy ·
Božetice ·
Branice ·
Cerhonice ·
Čimelice ·
Čížová ·
Dobev ·
Dolní Novosedly ·
Drhovle ·
Heřmaň ·
Horosedly ·
Hrazany ·
Hrejkovice ·
Chyšky ·
Jetětice ·
Jickovice ·
Kestřany ·
Kluky ·
Kostelec nad Vltavou ·
Kovářov ·
Kožlí ·
Králova Lhota ·
Křenovice ·
Křižanov ·
Kučeř ·
Květov ·
Lety ·
Milevsko ·
Minice ·
Mirotice ·
Mirovice ·
Mišovice ·
Myslín ·
Nerestce ·
Nevězice ·
Okrouhlá ·
Olešná ·
Orlík nad Vltavou ·
Osek ·
Oslov ·
Ostrovec ·
Paseky ·
Písek ·
Podolí I ·
Probulov ·
Protivín ·
Přeborov ·
Předotice ·
Přeštěnice ·
Putim ·
Rakovice ·
Ražice ·
Sepekov ·
Skály ·
Slabčice ·
Smetanova Lhota ·
Stehlovice ·
Tálín ·
Temešvár ·
Varvažov ·
Veselíčko ·
Vlastec ·
Vlksice ·
Vojníkov ·
Vráž ·
Vrcovice ·
Záhoří ·
Zbelítov ·
Zběšičky ·
Zhoř ·
Zvíkovské Podhradí ·
Žďár